# Polebrnjak
Polebnjak egy szigetecske az Adriai-tengerben, Horvátországban.

## Fekvése
Polebnjak egy szigetecske a Šolta-csatornában, Šolta szigetének nyugati partjainál, melytől minössze 400 méterre található. A sziget északnyugat-délkeleti irányú kiterjedésű. Hosszúsága 350 m, legnagyobb szélessége pedig 200 m. Partvonalának hosszúsága 950 m. Legnagyobb magassága 14 m. Területe 0,061 km². A szigeten elterjedt az 1870-ben betelepített varádics.